# Christian Gerondeau
Christian Gerondeau, né le 23 mars 1938 à Paris, est un essayiste et ancien haut fonctionnaire français. Premier délégué interministériel à la sécurité routière en France, il met en place les limitations de vitesse sur route en 1973.
En 1993, il se fait promoteur de l'idée que le tout automobile est un progrès économique et social tel qu'il serait inutile de développer d'autres modes de transport. Il est président délégué à la mobilité et à l’environnement à Mobilité Club France.
Depuis les années 2000, il conteste la réalité et la sévérité du changement climatique et diffuse des informations trompeuses sur le sujet.

## Biographie
Fils de Jean Gerondeau, polytechnicien[réf. nécessaire] il est lui-même ancien élève de l'École polytechnique (promotion 1957) et diplômé de l'École nationale des ponts et chaussées,,.
Jacques Chaban-Delmas, Premier ministre français, crée le 5 juillet 1972 le Comité interministériel de la sécurité routière, et nomme Christian Gerondeau délégué à la sécurité routière chargé de ce comité. 
En 1977, il devient secrétaire général adjoint du Mouvement des sociaux-libéraux, parti politique fondé par Olivier Stirn, et participe à la fondation du Carrefour social-démocrate et du groupe Avenir radical-socialiste.
En 1993, il est chargé de mission de la Commission de Bruxelles ainsi que chef de mission pour la Banque mondiale et chargé de mission pour le ministère français de l'Équipement. Dans le même temps, il est président de l'union routière de France et secrétaire général de la fédération européenne de sécurité routière. Il défend, dans un livre publié en 1993, l'idée que le tout automobile est un progrès économique et social tel qu'il serait inutile de développer d'autres modes de transport. En 1996, il publie un nouveau livre défendant les mêmes idées.
Il devient ensuite[Quand ?] président de la Fédération française des automobile clubs et des usagers de la route (FFACUR). Depuis le 17 septembre 2008, il est président délégué à la mobilité et à l'environnement de l'Automobile Club Association, qui fusionne alors avec la FFACUR,.
En novembre 2015, la possible création d'un groupe de réflexion sur le climat (groupe X-Climat) suscite une levée de boucliers au sein l'Association des anciens élèves et diplômés de l'École polytechnique (AX). Plusieurs membres suspectent alors que le groupe animé par Christian Gerondeau — « l'une des figures du mouvement climatosceptique français » — ne soit rien d'autre qu'un instrument de dénégation du consensus scientifique.
Il est également membre[Depuis quand ?] du conseil scientifique d'un think tank climato-sceptique, le Global Warming Policy Foundation.

## Déni du réchauffement climatique
Christian Gerondeau adopte des positions niant l'ampleur, les conséquences et l'origine humaine des dérèglements climatiques,,,,,,. Pour Antonin Pottier, Christian Gerondeau fait partie des climatosceptiques qui étaient dans la lutte anticommuniste et qui se sont recyclés dans la lutte anticlimatique. La rhétorique de Gerondeau est qualifiée de complotiste, : il reproche aux scientifiques du GIEC de mentir. Selon lui, leurs rapports permettraient aux gouvernements de mettre en place une dictature climatique.
Dans son livre Écologie, la grande arnaque (2007), il dénonce « le terrorisme intellectuel et le règne sans partage du politiquement correct de l'écologie » et ce qu'il considère comme une collusion entre scientifiques, extrême gauche et mouvements altermondialistes. Prenant à contre-pied les solutions préconisées par les environnementalistes, il ne conteste pas la réalité du réchauffement climatique récent mais il met en cause les politiques publiques proposées comme étant trop coûteuses et inefficaces. Il propose de se concentrer sur la production d'électricité nucléaire et la réduction de la consommation des automobiles.
Son livre CO2 : un mythe planétaire (2009) est, selon Le Monde, un livre climato-sceptique dont les arguments ne reposent pas sur des données scientifiques,. Gerondeau accuse les écologistes d'exagérer le réchauffement climatique, ce qui lui permet ensuite de rejeter les politiques climatiques envisagées. Il y énonce le « paradoxe Gerondeau » : selon lui, la réduction des émissions de gaz à effet de serre ne sert à rien car l'homme utilisera inexorablement toutes les énergies fossiles, pétrole, gaz naturel et charbon, en ayant trop besoin pour les laisser inexploitées dans le sous-sol,. Gerondeau avance que les ressources financières consacrées à la réduction des émissions pourraient être utilisées à meilleur escient. Il dénonce aussi ce qu'il considère comme des paradoxes, des contradictions, et des manipulations des données par le GIEC, qu'il présente comme un groupe de pression, sur un réchauffement qui, prétend-il, aurait arrêté sa progression depuis 1998, sur des mesures irréalistes par rapport aux besoins des pays en développement, et sur le gaspillage de l’argent public en la matière.
En 2019, il fait partie des quarante signataires français d'une pétition remise aux dirigeants de l'Organisation des Nations unies assurant qu'il n'existe pas « d'urgence ou de crise climatique », à l'initiative de l'organisation néerlandaise Climate Intelligence Foundation.
En 2023, il affirme sur plusieurs plateaux radio et télévisés que la température mondiale est en baisse depuis 2015, une allégation fausse et trompeuse : les huit dernières années sont les plus chaudes enregistrées, et les évolutions climatiques s'étudient sur de plus longues périodes. Ses interprétations erronées sont réfutées et infirmées par le service météorologique britannique (Met Office), l'organisation météorologique mondiale (OMM), un chercheur de Météo-France et une climatologue auprès de l'AFP. Les données de mesure provenant de multiples observations, réparties en de nombreux points du globe et indépendantes les unes des autres (stations météorologiques terrestres et marines, mesures par les satellites…), sont convergentes et montrent qu'en réalité la température mondiale est largement en hausse par rapport à son niveau préindustriel.
Il appartient à l'Association des climato-réalistes menée par Benoît Rittaud, qui s'oppose au consensus scientifique sur le sujet.

## Ouvrages
- La Mort inutile, 1979
- Les Transports urbains, 1991
- Les Transports en France : quelques vérités bonnes à dire, 1994
- Candide au pays des libéraux, Albin Michel, Paris, 1998
- La Saga du RER et le Maillon manquant, 2003
- Les Danseuses de la République : SNCF, transports publics et autres, L'Harmattan, Paris, 2004
- L'Écologie et les imposteurs, Descartes et Cie, 2007
- Écologie, la grande arnaque, Albin Michel, Paris, 2007  (ISBN 978-2226179395)
- CO2 : un mythe planétaire (préf. Valéry Giscard d'Estaing), Les éditions du Toucan, Paris, 2009  (ISBN 978-2-810002-46-7)
- Écologie, la fin, Les éditions du Toucan, Paris, 2012
- La Poule aux œufs d’or. La renaissance de Polytechnique, Les éditions du Toucan, Paris, 2013
- Climat : j'accuse, Les éditions du Toucan, 2015
- Climat : la grande manipulation, Les éditions du Toucan, 2017
- Le CO2 est bon pour la planète : climat, la grande manipulation, Paris, L'Artilleur, 2017
- L'air est pur à Paris mais personne ne le sait, Paris, L'Artilleur, 2018  (ISBN 978-2-8100-0874-2)
- Oui, vous pouvez acheter un Diesel !, Paris, L'Artilleur, 2019  (ISBN 978-2-8100-0897-1)
- Rebâtir la France par l'éducation et l'enseignement, L'Artilleur, 2020
- La Religion écologiste : climat, CO2, hydrogène : la réalité et la fiction, Paris, L'Artilleur, 2021
- La Religion écologiste 2 : Les 12 mensonges du GIEC, L'Artilleur, 2022  (ISBN 9782810011100)
- La Religion écologiste 3 : La Voiture électrique et autres folies, L'Artilleur, 2022
- Le Climat par les chiffres : Sortir de la science-fiction du GIEC, L'Artilleur, 2023  (ISBN 978-2-81001-175-9)
- Climat, tout ça pour rien ! : Le climat par les chiffres 2, L'Artilleur, 2024
- Climat : pourquoi Trump a raison... pendant que l'Europe s'enfonce, L'Artilleur, 2025  (ISBN 978-2810012732)